# Lukáš Stehlík
Lukáš Stehlík (* 29. července 2002 Most) je český lední hokejista hrající na postu útočníka. V mládežnických věkových kategoriích byl zván do reprezentačních výběrů České republiky. Když během prosince 2020 podepisoval s litvínovskou Vervou víceletou smlouvu, byl v juniorských věkových kategoriích považován za rozdílového hráče.

## Život
S hokejem začínal v litvínovském klubu. Za něj nastupoval i v mládežnickém věku a odehrál v jeho barvách i první utkání mezi muži, když v sezóně 2018/2019 nastoupil do utkání skupiny o umístění, ve kterém se 24. března 2019 Litvínov na svém domácím hřišti střetl s Chomutovem a v zápase zvítězil v poměru 4:2. Následující ročník (2019/2020) strávil mezi litvínovskými juniory a na hostování mezi muži sokolovského Baníku. Poté během ročníku (2020/2021) hrál i nadále za litvínovskou juniorku, ale objevil se též v zápasech tamního mužského celku a na hostování rovněž v litoměřickém Stadionu. Mezi stejná tři mužstva rozprostřel své starty v zápasech i během sezóny 2021/2022. Ročník 2022/2023 začal v dresu Baníku Sokolov, nicméně na konci listopadu 2022 se přesunul do pražské Slavie.